# الدوري الهولندي الممتاز 1960–61
الدوري الهولندي الممتاز 1960-1961 هو الموسم الخامس من الدوري الهولندي الممتاز منذ إنشائه في عام 1955. فاز بهذا الموسم فاينورد.

## الفرق
يشارك ما مجموعه 18 فريقا في الدوري: الفرق الخمسة عشر المتبقية من الموسم المنقضي، والفريقين الفائزين بمباريات الصعود/الهبوط إضافة إلى بطل دوري الدرجة الأولى.

## روابط خارجية
- الموقع الرسمي

(بالهولندية)